# Enicospilus emcedius
Enicospilus emcedius är en stekelart som beskrevs av Ian D. Gauld och Mitchell 1978. Enicospilus emcedius ingår i släktet Enicospilus och familjen brokparasitsteklar. Inga underarter finns listade i Catalogue of Life.